# فراشة الصحراء البيضاء
فراشة الصحراء البيضاء هي نوع من الفراشات التي تنتشر في بلدان مختلفة مثل موريتانيا والسنغال وغامبيا والنيجر وتشاد والسودان وإثيوبيا والصومال وكينيا وشبه الجزيرة العربية والكويت ومصر والشرق الأوسط وباكستان وأفغانستان والجزء الجنوبي من الاتحاد السوفيتي السابق مثل أوزبكستان وطاجيكستان وتركمانستان. يتكون الموطن من الصحاري الفرعية.